# 陈燊 (俄苏文学专家)
陈燊（1921年7月—2021年6月24日），笔名陈湛若等，男，浙江温州人，中国社会科学院外国文学研究所研究员，中国社会科学院荣誉学部委员。1956年毕业于北京大学俄语系。